# أبوتوكسين 4869
أبوتوكسين 4869 اختصارًا APTX4869 (الأرقام تُقرأ يُونْ-هَاتْشِي-رُوكُو-كِيُو (باليابانية: よん-はち-ろく-きゅう))، هو عقار قاتل في سلسلة المحقق كونان والتي هي من تأليف المانغاكا الياباني غوشو أوياما، طُوِّر العقار من قِبَل المنظمة السوداء وتحديدًا من قِبَل عالمتهم الكيميائية شيهو ميانو، ويستعمله أفراد المنظمة السوداء العقار كسلاح قاتل دون ترك أي أثر للضحية.

## الوصف

عملية اغتيال المنظمة لسينشي كودو ليصبح كونان إيدوجاوا.

أصل العقار APTX 4869 يعود إلى كلمة 4869 Apoptoxin، وهي كلمة مشتقة من عدة كلمات. فالكلمة الأولى هي Apoptosis وتعني الاستماتة وهو نوع من موت الخلية المبرمج حيث تقوم الخلايا بقتل نفسها، بينما الكلمة الثانية هي Toxin وتعني مادة سامة، في حين أن الرقم 4869 يُقرأ أيضًا (شي-يا-رو-كو (باليابانية: シャーロック)) بقراءة الأرقام معًا. وهي طريقة اليابانيين في نُطق اسم شارلوك.
العقار قاتل جدًا؛ فطريقة عمله تقتضي القضاء وتدمير جميع الخلايا في جسم الإنسان وجعلها تموت دون ترك أي أثر يدل على التسمم، مع عدم القدرة على تحديد السبب الرئيسي للوفاة. لكن في حالات نادرة، يؤثر العقار على جميع الخلايا ماعدا خلايا الجهاز العصبي مما يتسبب بتقلص الشخص مع الاحتفاظ بكامل قواة العقلية. وهذا ما حصل مع سينشي كودو وشيهو ميانو وميري سيرا[بحاجة لمصدر] ، فجميعهم تقلصوا بالترتيب إلى كونان إيدوجاوا وآي هايبرا وميري سيرا.
لم يكن سبب صنع هذا الدواء ليكون سماً بل أداة لإحياء الموتى وقد بدأ والدا هايبارا في صنعه تحت اسم الرصاصة الفضية ومن المحتمل ان بلموت تناولت منه وبذلك توقفت عن النمو والعجز فهي لم تتقلص مثل كونان وقد انبهر بيسكو عندما رأى هايبارا على هيئة طفلة ومدى تطويرها لعقار ابويها قبل ان يموت في حلقة 178 لقاء المنظمة السوداء من جديد (جزء الحل).
يحتوي العقار أيضًا حسب هايبرا، على مواد لها وظائف متباينة. فعلى سبيل المثال، يحتوي على مادة تُنشِّط إنزيم التيلوميريز الذي يتحكم بعدد مرات انقسام الخلية بغية وصول الجسد لحده من الانقسام فيصير الجسد عاجزًا عن تحديث نفسه. تُرى حقيبة العقار بقارورة مياه بجانبها، وأثناء محاولة اغتيال سينشي كودو تم إرغامه على شرب الماء لابتلاع العقار، لذلك لا يُعلم أن كان شرب الماء مع العقار ضروريًا لعمله أم لا.

## المعالجة والترياق
تتم المعالجة المؤقتة عن طريق إضعاف الجهاز المناعي للشخص المصاب، إما بإصابة الشخص بالزكام أو بتناول مادة كحولية (تعرف باسم بايكارو) مستخرجة من جذرِ الجينسنغِ الصينيِ الشَّنَبْص، فيقوم الكحول بإيقاف عمل السم مؤقتًا لمدة معينة، وهذه المدة تعتمد على مدى ضعف الجهاز المناعي.
صُنِعَ مضاد دائم للعقار يتطلب الحصول على تركيبته الأصلية التي لا توجد إلا لدى المنظمة السوداء، و عندما انضمت هايبرا إلى كونان في مواجهته للمنظمة، لم تكن تتذكر مكونات العقار لتصنع عقارًا مضادًا، لكنها استطاعت أن تخترع عقارًا قيد التجربة بحيث يتيح للشخص أن يسترجع جسمه الطبيعي لمدة يوم واحد فقط (أو أقل فكلما يتناولها كونان تزيد المناعة ضد الترياق في جسمه)، وقد استعمله كونان في أكثر من حلقة.

## أشهر من أخذ العقار
- سينشي كودو: تقلص بفعل العقار من قبل جين ليصبح كونان إيدوجاوا ذو السبعة أعوام.
- شيهو ميانو: تقلصت لتصبح آي هايبرا ذات السبعة أعوام.
- شارون فينيارد: توقفت عن العجز والكبر منذ 20 سنة عندما تناولت العقار المسمى بالرصاصة الفضية وهو العقار الذي طورها والدا هايبارا وظهرت "كإبنتها" كريس فينيارد ورمزها في المنظمة السوداء هو بلموت.
- ميري سيرا: تقلصت بفعل العقار من قبل بلموت لتصبح بعمر فتاة في الاعدادية.
- هانيدا كوجي: لاعب شوغي قتل على يد المنظمة السوداء ومدرج على لائحة قتلى العقار.[7]
- أماندا هيوز : توفيت إثر تناولها للعقار طوعا عندما حاصرها رام واتباعه.